# Heinrich Imbusch

Heinrich Imbusch

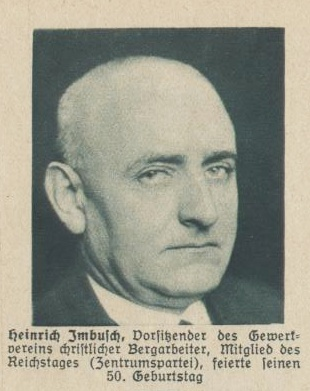
Heinrich Imbusch, Stadt Gottes (Zeitschrift), 1928

Heinrich Imbusch (* 1. September 1878 in Osterfeld; † 16. Januar 1945 in Essen) war ein deutscher Gewerkschaftsführer und Politiker der Zentrumspartei.

## Biografie
Heinrich Imbusch wurde als Sohn des Tagelöhners Johann Heinrich Imbusch und seiner Frau Gertrud geb. Brüner geboren. Sein älterer Bruder war der spätere Gewerkschaftsfunktionär und Mitglied im Preußischen Abgeordnetenhaus, Hermann Imbusch. Wegen des gleichen Anfangsbuchstabens ihrer Vornamen wurden die Brüder später in der Öffentlichkeit immer wieder verwechselt. Im Jahr 1881 zog die Familie nach Frintrop auf den Brüner’schen Kotten. Während des Besuches der Volksschule hatte der Religionsunterricht durch den Pfarrer von St. Josef, Peter Schlenter (1846–1908), prägenden Einfluss auf die Brüder Imbusch.
Nach Ende der Schulzeit arbeitete Heinrich Imbusch ab 1892 unter Tage, zunächst als Pferdeknecht. 1897 trat er zusammen mit seinem Bruder dem Gewerkverein Christlicher Bergarbeiter bei. Zuletzt war er Hauer auf Zeche Christian Levin. Ein Jahr nach seinem Bruder nahm er 1904 an einem Schulungskurs der Zentralstelle des Volksvereins für das katholische Deutschland in Mönchengladbach teil, der von Heinrich Brauns geleitet wurde und der ihm aus dessen Vikarszeit in Borbeck bekannt war. In den Folgejahren beriet Imbusch zusammen mit seinem Bruder auch auswärtige Knappenvereine in Gewerkschaftsfragen. 1905 wurde er Redakteur der christlichen Bergarbeiterzeitung Der Bergknappe; im Ersten Weltkrieg wurde er ein halbes Jahr lang als Wehrmann in Belgien eingesetzt.
Von 1919 bis 1933 war er Erster Vorsitzender des Gewerkvereins christlicher Bergarbeiter und Vorstandsmitglied des Gesamtverbandes der christlichen Gewerkschaften. Imbusch leitete von 1929 bis 1933 den christlich orientierten Deutschen Gewerkschaftsbund. Er gehörte von 1927 bis 1933 dem Vorstand der preußischen Zentrumspartei an.
Während des Ruhraufstandes nahm Imbusch als Vertreter des Gewerkvereins christlicher Bergarbeiter am 23. und 24. März 1920 an den Verhandlungen zum Bielefelder Abkommen teil, das er auch mit unterzeichnete.
Heinrich Imbusch wird als einer der Väter des Reichsknappschaftsgesetzes und der Knappschaftsnovelle von 1926 bezeichnet. Von 1919 bis 1925 war er Mitglied des Vorläufigen Reichswirtschaftsrats sowie stellvertretender Vorsitzender des Reichskohlenrats.
Nach dem Verbot der Gewerkschaften floh er Mitte Mai 1933 in die Niederlande und dann Ende Mai 1933 ins Saargebiet, das damals unter Verwaltung des Völkerbundes stand. Er gründete dort mit Johannes Hoffmann die Neue Saarpost, die sich im Abstimmungskampf gegen die Rückgliederung des Saarlandes nach Deutschland engagierte. Die SA versuchte, ihn nach Deutschland zu verschleppen. Der Versuch misslang zwar, aber Imbusch wurde schwer verletzt. 1935 floh er nach Luxemburg und von dort 1940 über Südfrankreich nach Belgien. Nachdem seine Familie 1941 aus Belgien ausgewiesen wurde, kehrte Imbusch Neujahr 1942 ebenfalls nach Deutschland zurück und wurde in Essen von Freunden bis zum Kriegsende versteckt. Er starb wenige Monate vor Kriegsende im Keller des Elisabeth-Krankenhauses in Essen an einer Lungenentzündung und Entkräftung. Er wurde zunächst anonym beerdigt, aber nach Ende des Krieges exhumiert und auf dem Parkfriedhof Essen beigesetzt.

## Abgeordneter
Seit 1903 engagierten sich die Brüder Imbusch bei den Gemeinderatswahlen in Borbeck; 1907 wurde Hermann für die katholische Zentrumspartei gewählt und gehörte dem Gemeinderat bis 1909 an. Heinrich wurde 1919 in die Stadtverordnetenversammlung von Essen gewählt, der er bis 1924 angehörte. Er wurde 1919 als Mitglied der Zentrumspartei Abgeordneter der Weimarer Nationalversammlung und von 1920 bis November 1933 Reichstagsabgeordneter für den Wahlkreis Westfalen-Süd.

## Ehrungen

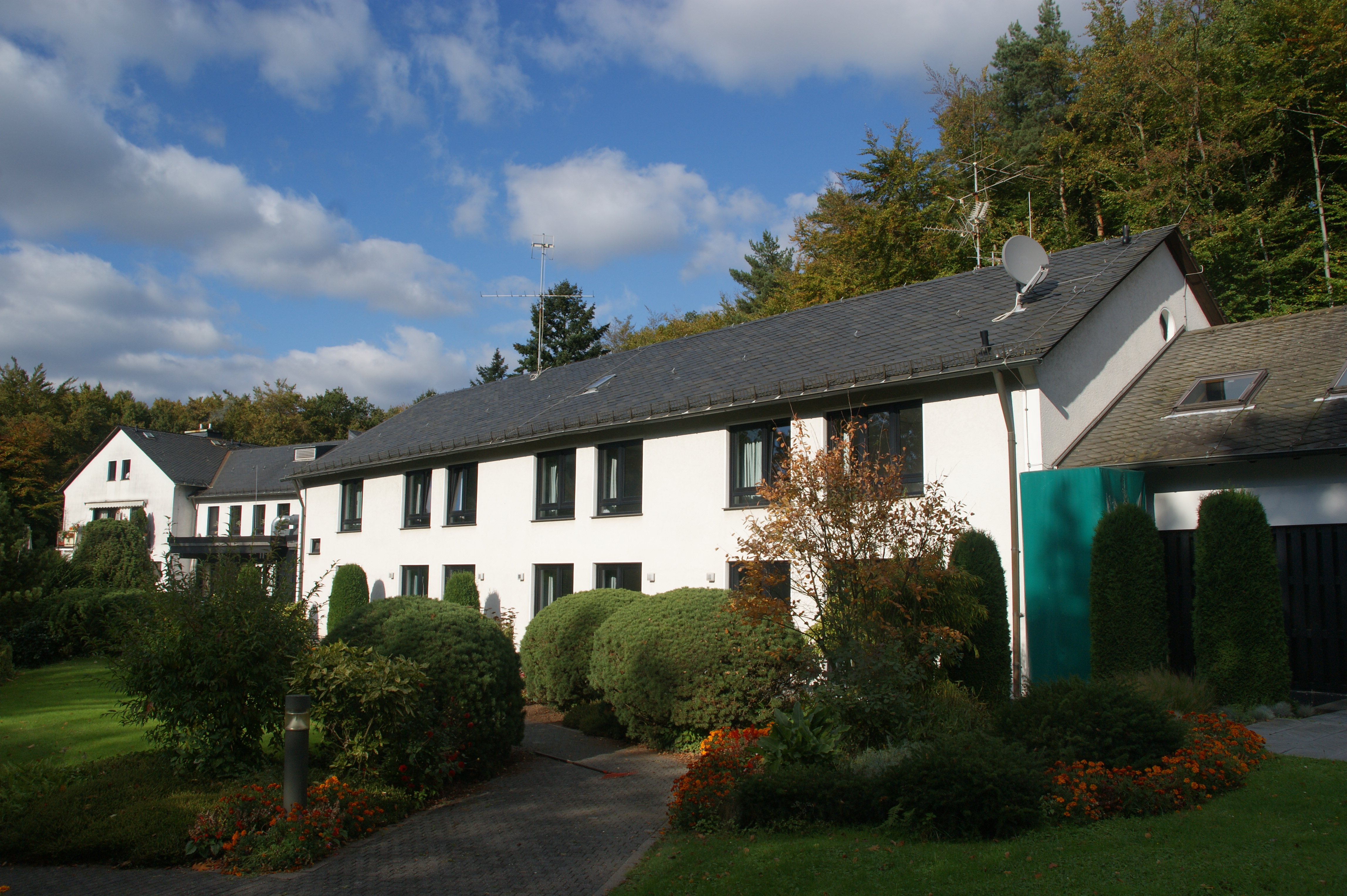
Heinrich-Imbusch-Haus in Königswinter
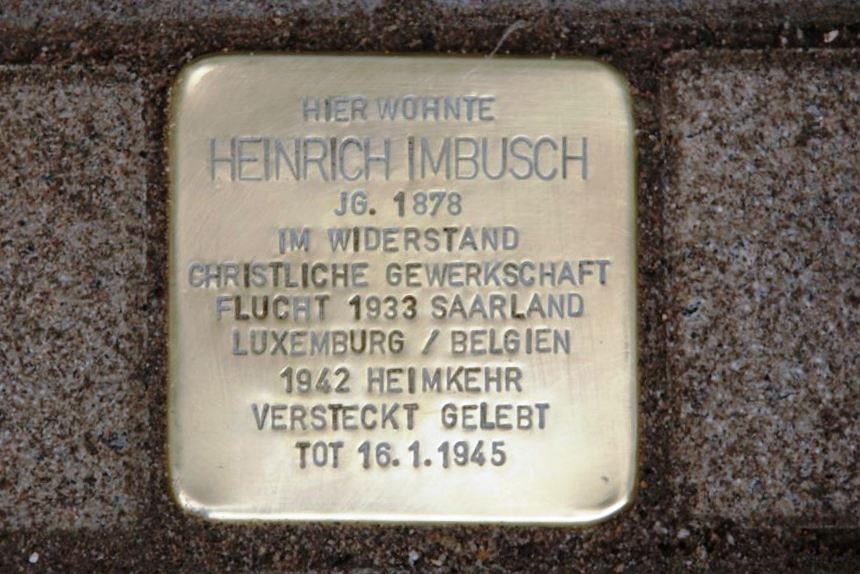
Stolperstein vor seiner ehemaligen Wohnung in Essen-Frintrop

- Nach Heinrich Imbusch sind der Imbuschweg in Essen-Katernberg und Berlin-Neukölln, der Heinrich-Imbusch-Weg in Bremen-Vahr und Baesweiler, die Imbuschstraßen in Waltrop und Nürnberg-Langwasser, der Imbusch-Platz in Bochum (seit 1947), der Heinrich-Imbusch-Plätze in Lünen sowie die Heinrich-Imbusch-Straße in Herne-Wanne-Eickel, Kamen, Recklinghausen, St. Ingbert, Ahlen und Witten benannt.
- Obwohl Imbusch aus der konkurrierenden christlichen Gewerkschaftsbewegung stammte, hat auch die IG BCE ihn mit der Benennung des Erholungswerkes Heinrich Imbusch in Königswinter geehrt.[5]
- Stolperstein vor seiner ehemaligen Wohnung am Höhenweg 30 in Essen-Frintrop

## Veröffentlichungen
- Arbeitsverhältnis und Arbeiterorganisation im deutschen Bergbau. Eine geschichtliche Darstellung, 1908 (Nachdruck 1980).
- Das deutsche Knappschaftswesen, 1910.
- Zur Lage der Arbeiter im staatlichen Bergbau an der Saar, 1910.
- Die grundsätzliche Stellung des Gewerkvereins christlicher Bergarbeiter Deutschlands, 1911.
- Die Saarbergarbeiterbewegung 1912/13, 1913.
- Jugendliche Arbeiter im Bergbau, 1916.
- Arbeiterinnen im Bergbau, 1917.
- 25 Jahre Gewerkverein christlicher Bergarbeiter, Essen 1919.
- Die Brüder Imbusch. In: 25 Jahre christliche Gewerkschaftsbewegung 1899 – 1924. Festschrift, Christlicher Gewerkschaftsverlag Berlin-Wilmersdorf 1924, S. 194–204.